# Renato Marotta
Renato Marotta (Salerno, 16 novembre 1974) è un attore, regista, montatore e cantautore italiano.

## Carriera
Renato Marotta si dall'età adolescenziale coltiva la sua creatività su più fronti. Inizia a suonare la tromba ad appena 8 anni. All'età di 15 anni inizia a studiare la chitarra e forma le prime band. Qualche anno più tardi riesplode la scintilla per la recitazione. Nel 1996 si reca a Roma dove studia recitazione presso l'Accademia Nazionale d'Arte Drammatica, diplomandosi nel 1998. Perfeziona continuamente lo studio della recitazione attraverso il metodo Stanislavskij e il metodo Strasberg. Sperimenta diversi percorsi di ricerca affinando discipline come la biomeccanica e il lavoro sulla voce. Nel 2014 si laurea in Arti e Scienze dello Spettacolo Digitale presso l'Università La Sapienza a Roma, con una tesi sperimentale in etnomusicologia, realizzando il montaggio di A Memoria d'Uomo, un film sul Museo Nazionali di Arti e Tradizioni Popolari.
Nel 2001 debutta come regista con il cortometraggio Tredi, premiato a Picciano, all'Alternative Film Festival.
Esordisce quindi in Tv su Rai 1, recitando in fiction tv quali Marcinelle (2003), regia di Andrea e Antonio Frazzi, La squadra 3 e 6 (2002-2005) e Un medico in famiglia 3 (2003). Inoltre realizza il suo secondo short movie Ciak unico nell'ambito di un workshop di cinema diretto dal regista Marco Bellocchio.
Nel 2003 debutta al cinema con il film Radio West, opera prima di Alessandro Valori. L'anno successivo si occupa della regia del documentario Il soffiatore. Nel 2006 realizza come regista e attore il mediometraggio Antiorario di quartiere che ha come protagonista Luigi Maria Burruano.
Ritorna in tv su canale5 nel ruolo di Michy (co-protagonista) in L'onore e il rispetto (2006), recitando al fianco di attori del calibro di Giancarlo Giannini e Virna Lisi, regia di Salvatore Samperi. Successivamente nella serie Io non dimentico (2008). Nello stesso anno dirige come regista il cortometraggio Zippo in fiamma.
Nel 2009 veste i panni dell'agente Mazzola al fianco di Lando Buzzanca, nella serie Io e mio figlio - Nuove storie per il commissario Vivaldi, regia di Luciano Odorisio, in onda su Rai Uno.
Nel 2009 recita nel film Noi credevamo, regia di Mario Martone, con Luigi Lo Cascio, Toni Servillo, Luca Zingaretti.
Nello stesso anno partecipa al film Il Sesso Aggiunto di F. Castaldo.
Nel 2012 come regista dirige il cortometraggio Quel pomeriggio di un giorno da Attore.
Nel 2014 torna in tv in Don Matteo 9 su Rai1 poi in Furore su Canale 5, nel ruolo di Baffone (co-protagonista) e in Squadra Antimafia 6.
Nel 2016 termina le riprese della fiction Furore 2.
Nel 2021 si dedica maggiormente al suo percorso di cantautore. Pubblica il suo singolo Sogna Lontano.
Nel 2022 esce il progetto cantautoriale Sognatore Creativo, un EP contenente 4 brani inediti.

## Teatro
- Uno degli onesti di R.Bracco, regia di Scilla Brini (1997)
- Nodo alla gola di P.Hamilton, regia di L.Rendine (1997)
- Memorie di un pazzo di N.Gogol (1997)
- Por un amor tratto dal film Profondo Carmesì di A.Ripstein, regia di A.Mengali (1999)
- Porta furba di e regia di Simone Amendola (2000)
- In Questo Cuore Buio di G.Casa, regia di G.Sidoni (2000)
- Peter Pan (2000) - Tratto dal racconto di J.M.Barrie - Adattamento e regia di R.Marotta e R.Mutani
- Il soffione di Bourchert, regia di Claudio Spadola (2000)
- Ester mi racconti il dibbuk? scritto e diretto da Sabrina Lilly (2001)
- Spiriti tratto dal romanzo di Stefano Benni, regia di G.Sidoni (2003)
- Odio il rosso, regia di Antonio Giuliani (2007)
- Voce di Eroi Moderni , scritto e diretto da Renato Marotta (2013)

## Cinema
- Besame Mucho, regia di Maurizio Ponzi (1999)
- Radio West, regia di Alessandro Valori (2003)
- Noi credevamo, regia di Mario Martone (2009)
- Il sesso aggiunto, regia di F.A.Castaldo (2010)
- Non voleva essere un Giullare, cortometraggio di Paolo Scarlato. Ruolo di Rino Gaetano (2010)

## Televisione
- La squadra 3, registi vari (2002)

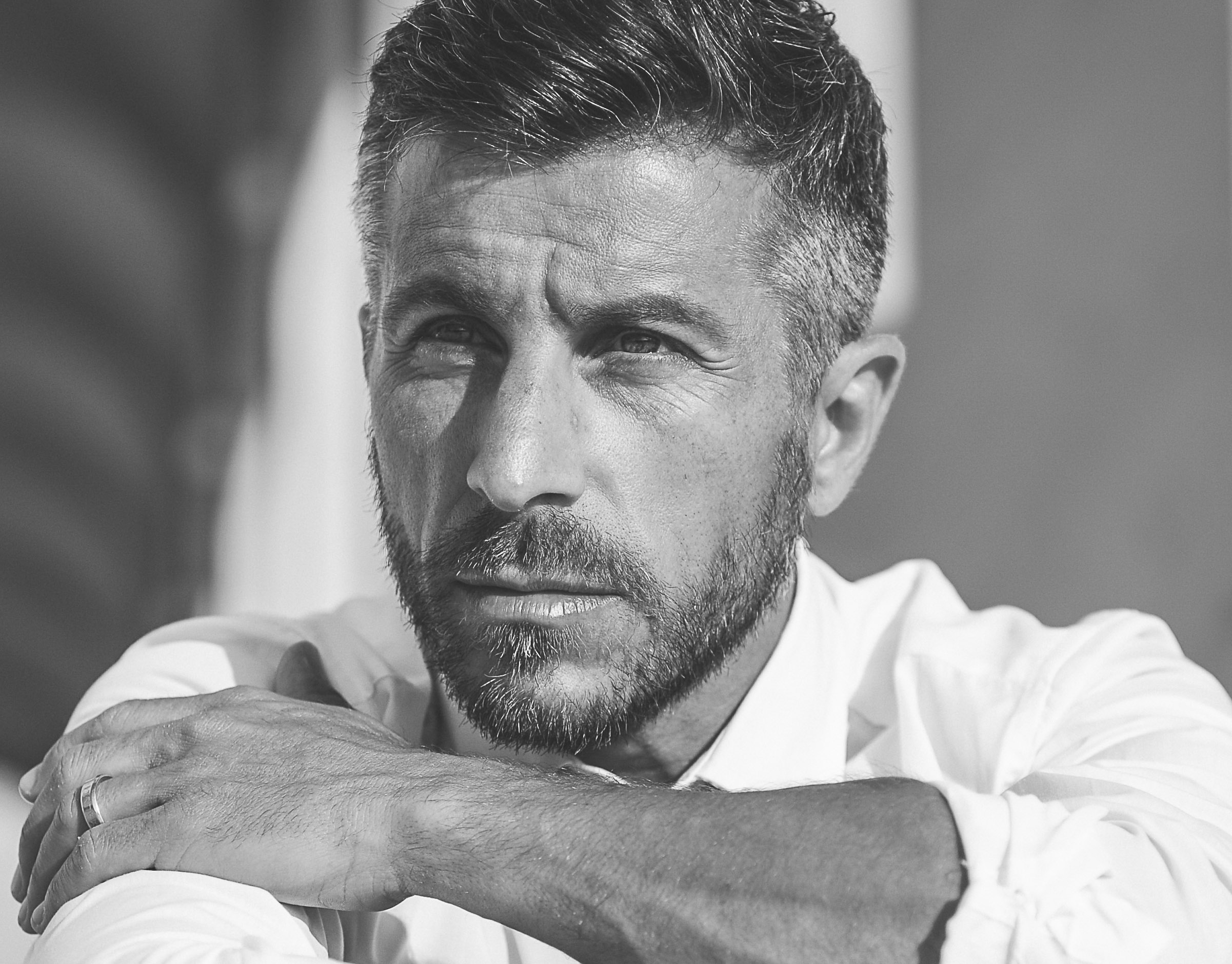

- Marcinelle, regia di Andrea e Antonio Frazzi (2003)
- Un medico in famiglia 3, regia di Isabella Leoni e Claudio Norza (2003)
- La squadra 6, regia di Cristiano Celeste (2005)
- Carabinieri 5, regia di Sergio Martino (2006)
- L'onore e il rispetto, regia di Salvatore Samperi (2006) Ruolo: Micky
- Di che peccato sei?, regia di Pier Francesco Pingitore (2007)
- Caterina e le sue figlie 2, regia Vincenzo Terracciano e Luigi Parisi (2007)
- Io non dimentico, regia di Luciano Odorisio (2008) Ruolo: Peppiniello
- Vita da paparazzo, regia di Pier Francesco Pingitore (2008)
- Io e mio figlio - Nuove storie per il commissario Vivaldi, regia di Luciano Odorisio (2010) Ruolo: Mazzola
- Don Matteo 9, regia di Luca Ribuoli (2013)
- Furore - Il vento della speranza, regia di Alessio Inturri (2014) Ruolo: Baffone
- Squadra antimafia 6 - serie TV, episodio 9 (2014)
- Furore - Capitolo secondo, regia di Alessio Inturri (2018) Ruolo: Baffone

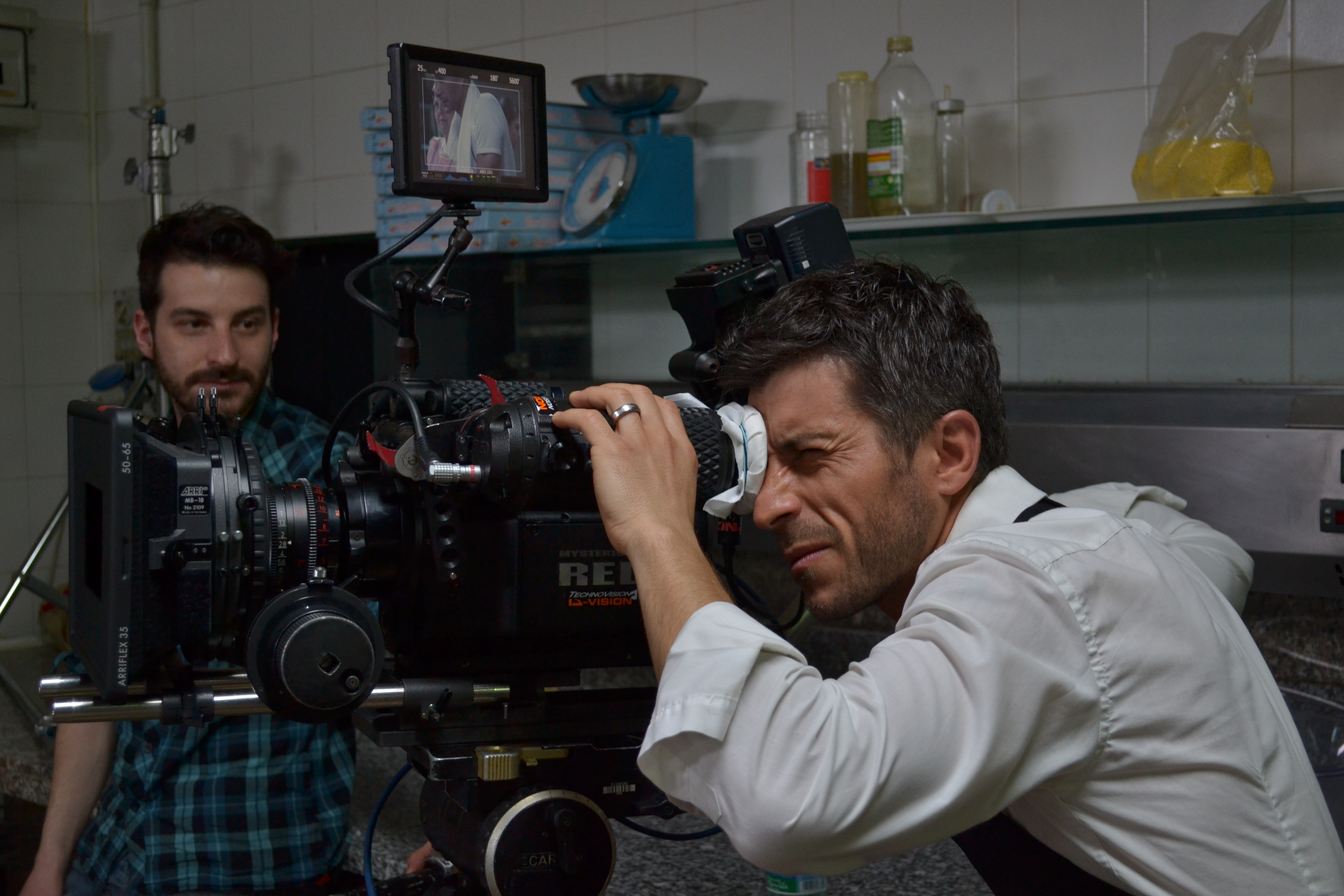
Renato Marotta sul set mentre dirige gli attori del film Quel pomeriggio di un giorno da attore

### Lavori da regista
- Tredi, (2001)
- Ciak unico, co-regia con Andrea Valori (2002)
- Sonia (cortometraggio), (2002)
- Il soffiatore (documentario), (2004)
- Antiorario di quartiere, co-regia con Cristiano Pasca (2006)
- Zippo in Fiamma (cortometraggio), (2010)
- Quel pomeriggio di un giorno da attore, (2012)

### Lavori come montatore editing
- Il soffiatore (Documentario)
- Quel pomeriggio di un giorno da attore (Cortometraggio)
- A Memoria d'Uomo (Documentario), regia di F. De Melis
- Giovan Battista Spinelli (Documentario), regia di F. De Melis

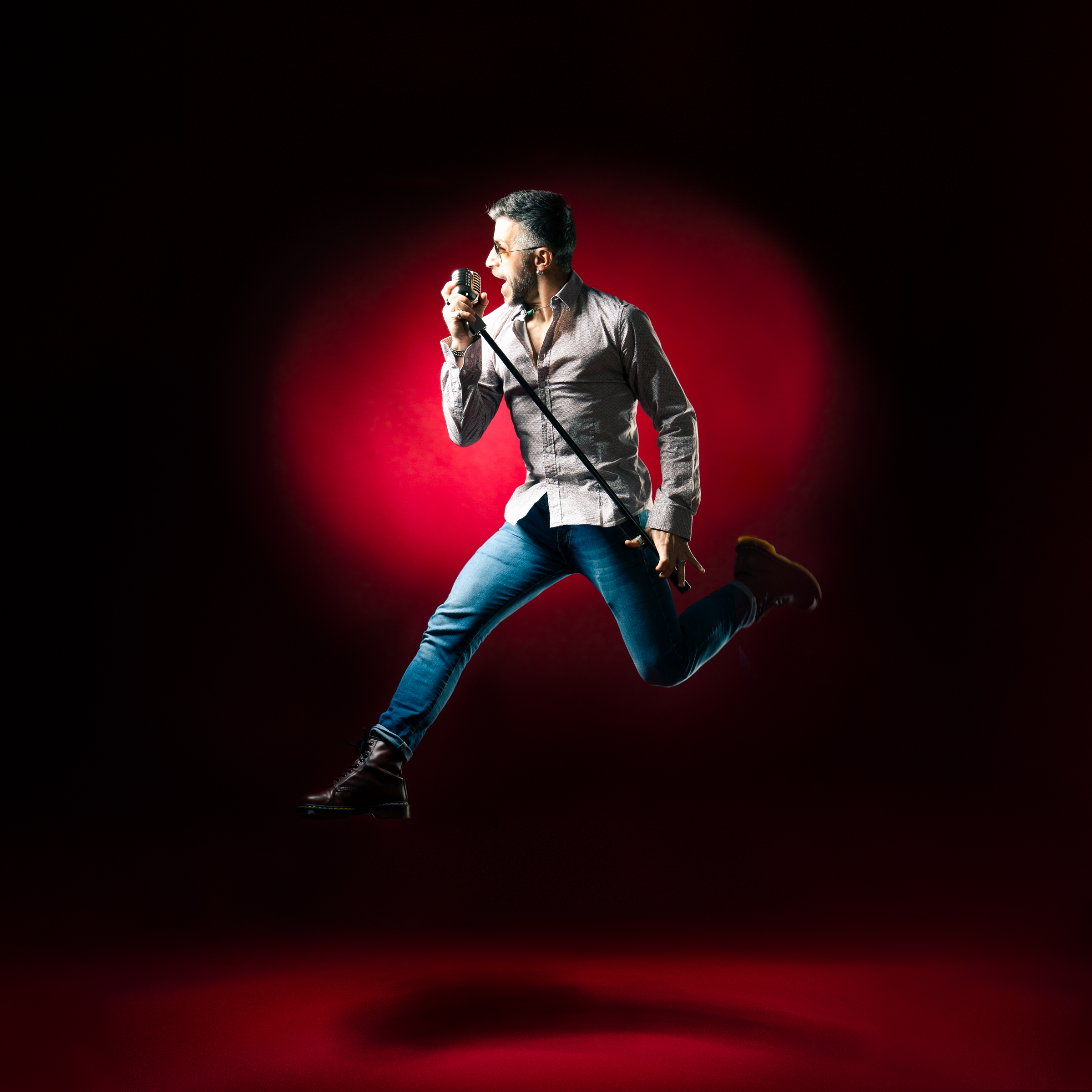

### Musica
Dal 2013 al 2016 è stato il frontman di una cover band di Rino Gaetano. Dal 2010 è il frontman e cantautore del gruppo musicale STATALE 18, con il quale ha pubblicato nel 2016 l'album Revoluscionary road scrivendo i testi e la musica. Si esibisce come artista musicale nelle maggiori location del Lazio da oltre 18 anni.
Il 21 marzo 2021 è uscito (su tutte le piattaforme digitali) il singolo Sogna Lontano. Renato Marotta è autore del testo e della musica. Il percorso cantautoriale dell'artista è in evoluzione.
Nel 2022 Renato Marotta pubblica l'EP Sognatore Creativo. Il progetto contiene 4 brani: Vedevo te, A cosa Servono gli Angeli, Helene e Per Sentirmi Uomo.

## Premi
- 2008 "Premio Tracce D'Autore" come miglior attore giovane - città di San Mango
- 2009 "Premio Penisola Sorrentina" come migliore attore giovane emergente - città di Sorrento